# Az Újvilág Bosszúangyalai 2.
Az Újvilág Bosszúangyalai 2. (eredeti cím: Ultimate Avengers 2: Rise of the Panther) 2006-os amerikai 2D-s animációs kalandfilm, amelyet Will Meugniot és Richard Sebast rendezett. Az Újvilág Bosszúangyalai című film folytatása.
A film producere Bob Richardson. A forgatókönyvet Craig Kyle írta. A film zeneszerzője Guy Michelmore. A film gyártója az MLG Productions, forgalmazója a Lions Gate Entertainment.
Amerikában 2006. augusztus 8-án mutatták be. Magyarországon a 2010-ben jelent meg DVD-n.

## Cselekmény
T'Challa Wakanda hercege visszatér az országába, hogy megvédje a Chitaurik által megtámadott királyságot. Herr Kleiser az alakváltó idegen, aki Amerika Kapitány ellen harcolt második világháborúbán. T'Challa apja meghal a harcban. Herr Kleiser megkeresi a Wakanda vibrániumait, hogy gonosz célokra használja. Miután T'Challa királlyá vált és felvette a Fekete Párduc identitást, Amerika kapitány segítségét kéri. Nick Fury egyesíti az Újvilág Bosszúállókat, Thor (aki nem tudni hol van) és a Hulk (Bruce Banner alteregója, akit megfigyelés alatt tartanak) kivételével.
Annak a félreértésnek az ellenére, hogy a Újvilági Bosszúállókat Wakanda katonái megtámadják, és Darázs megsérül, Amerika kapitány pajzsát ellopták. A csapat Thorral kiegészülve harcolnak a Chitaurik ellen. Ezután Banner arra következtet, hogy a gammasugarak meggyengítik a rezgést, és Betty-t gammasugaras projektorral Wakandába küldi. Ezzel a fegyverrel a Chitaurik meggyengülnek. Vasembernek és Óriásnak sikerül elpusztítani az energia magot, ami a Chitauri hajón található. Az Óriás azonban halálosan megsérül és meghal. A csapat a Fekete Párduc köszönetével távozik, majd kiderült, hogy Hulk ismét megszökött.

## Szereplők
| Szereplő                        | Eredeti hang                                             | Magyar hang      |
| ------------------------------- | -------------------------------------------------------- | ---------------- |
| Steve Rogers / Amerika kapitány | Justin Gross                                             | Varga Gábor      |
| Tony Stark / Vasember           | Marc Worden                                              | Élő Balázs       |
| Nick Fury tábornok              | Andre Ware                                               | Vass Gábor       |
| Janet Pym / Darázs              | Grey DeLisle                                             | Törtei Tünde     |
| Hank Pym / Óriás                | Nolan North                                              | Láng Balázs      |
| Thor                            | Dave Boat                                                | Haagen Imre      |
| Natasa Romanoff / Fekete Özvegy | Olivia d'Abo                                             | Erdős Borcsa     |
| Dr. Bruce Banner / Hulk         | Fred Tatasciore (Hulk) Michael Massee (Dr. Bruce Banner) | Sörös Miklós     |
| Dr. Betty Ross                  | Nan McNamara                                             | Solecki Janka    |
| Herr Kleiser                    | James K. Ward                                            | Maday Gábor      |
| T'Challa / Fekete Párduc        | Jeffrey D. Sams                                          | Dózsa Zoltán     |
| Odin                            | Dwight Schultz                                           | Garamszegi Gábor |
| Edwin Jarvis                    | Fred Tatasciore                                          | Kajtár Róbert    |
| T'Chaka                         | Dave Fennoy                                              | Németh Gábor     |
| Nakinda                         | Susan Dalian                                             | Gazdik Kati      |
| Oiler                           | Mark Hamill                                              | Király Adrián    |